# Ű
Ű, ű (U с двойным акутом) — буква расширенной латиницы. Используется в венгерском языке, где является 37-й буквой алфавита и обозначает звук [yː]. Также используется в романизации ISO 9, где передаёт кириллическую букву Ӳ.